# 5e division d'infanterie (Allemagne)
Pour les articles homonymes, voir 5e division.
La  5e division d'Infanterie (en allemand : 5. Infanterie-Division) est une des divisions d'infanterie de la Wehrmacht durant la Seconde Guerre mondiale.

## Création
La 5. Infanterie-Division est formée à Ulm le 1er octobre 1934 sous le nom de couverture Kommandant von Ulm qui a été utilisé jusqu'au 15 octobre 1935. Les régiments d'nfanterie sont formés à partir du 14. (Badisches) Infanterie-Regiment de la 5. Division de la Reichswehr.
Elle est mobilisée en août 1939 en tant que 1. Welle (1re vague de mobilisation). Le 1er décembre 1941, elle est réorganisée et redésignée 5. Leichte Infanterie-Division.

## Organisation

### Commandants
| Date                                | Grade                  | Commandant          |
| ----------------------------------- | ---------------------- | ------------------- |
| 15 octobre 1935 - 10 août 1938      | Generalleutnant        | Eugen Hahn          |
| 15 août 1938 - 25 octobre 1940      | General der Artillerie | Wilhelm Fahrmbacher |
| 25 octobre 1940 - 1er décembre 1941 | General der Infanterie | Karl Allmendinger   |

### Officiers d'opérations (Ia)
| Date                              | Grade          | Commandant          |
| --------------------------------- | -------------- | ------------------- |
| 15 octobre 1935 - 12 octobre 1937 | Oberstleutnant | Rudolf Hofmann (en) |
| 12 octobre 1937 - 23 octobre 1939 | Oberstleutnant | Johannes Gittner    |
| Octobre 1939 - Avril 1940         | Oberstleutnant | Eberhard Finckh     |
| Avril 1940 – 1er décembre 1941    | Major          | Helmuth Schultze    |

## Théâtres d'opérations
- Pologne : Septembre 1939 - Mai 1940
- France : Mai 1940 - Juin 1941
- Front de l'Est, secteur Centre : Juin 1941 - Novembre 1941
  - Opération Barbarossa
    - 22 octobre 1941 au 22 janvier 1942 : Bataille de Moscou
- France : Novembre 1941 - Décembre 1941

## Ordre de bataille
1939
- Infanterie-Regiment 14
- Infanterie-Regiment 56
- Infanterie-Regiment 75
- Aufklärungs-Abteilung 5
- Artillerie-Regiment 5
  - I. Abteilung
  - II. Abteilung
  - III. Abteilung
  - I./Artillerie-Regiment 41
- Beobachtungs-Abteilung 5
- Pionier-Bataillon 5
- Panzerabwehr-Abteilung 5
- Nachrichten-Abteilung 5
- Feldersatz-Bataillon 5
- Versorgungseinheiten 5